# Thomas Zotz (Puppenspieler)
Thomas Zotz (* 2. September 1964 in Marktoberdorf) ist ein deutscher Schauspieler und Gründer eines Figurentheaters.

## Leben
Thomas Zotz, der aus der österreichisch-deutschen Unternehmer-, Künstler- und Gelehrtenfamilie Zotz stammt, studierte von 1989 bis 1992 an der Hochschule für Musik und Darstellende Kunst Stuttgart. Den Studiengang Figurentheater schloss er dort 1992 mit dem Diplom ab. Im gleichen Jahr gründete er das Theater PassParTu und nahm einen internationalen Tourneebetrieb auf.
2001 bis 2004 lebte Zotz in Australien, wo er unter anderem am Australian Children’s Puppet Theatre Festival in Daylesford und dem Melbourner Festival The Puppet and Animatronics Summit mitwirkte. Sein multimediales Theaterstück Arrivals wurde 2003 beim internationalen Festival 10 days on the island in Tasmanien uraufgeführt.
Seit 2005 hat das Theater PassPaTu eine feste Spielstätte in Weinheim an der Bergstraße. Thomas Zotz gründete dort das Weinheimer Figurentheater-Festival.

## Internationale Festival-Beteiligungen
- Internationales Figurentheaterfestival "Galicreques 2008", Santiago de Compostela, Spanien[3]
- Int. Figurentheaterfestival in Gent, Belgien, 2007[4]
- Int. Figurentheaterfestival in Gent, Belgien, 2005
- Europäisches Figurentheaterfestival in Eupen, Belgien 2005
- Internationales Puppentheaterfestival in Dolní Poustevna, Tschechien, 2004
- Internationale Puppentheatertage in Mistelbach, Österreich, 2003
- UNIMA 2000 - world festival of puppet theatre in Magdeburg, Deutschland
- Festival Mondial de la Marionnette 2000 in Charleville-Mézières, Frankreich